# Adam Heinrich von Treskow
Adam Heinrich von Treskow auch Arnd Heinrich von Treskow oder Tresckow (* 1688; † 29. Juli 1728) war ein preußischer Staatsminister.

## Leben
Adam Heinrich von Treskow stammte aus dem Magdeburgischen und war Angehöriger der Familie von Treskow. Seine Eltern waren Johann Siegismund von Tresckow (1660–1718) und Anna Elisabeth, geborene von Katte a.d.H. Neuenklitsch (1658–1713). Er wurde als Comitial-Gesandter nach Regensburg entsandt. Als Geheim- und Landrat fand der in Minden Verwendung, wo er auch Domherr war. Am 7. April 1728 avancierte er zum Wirklichen Geheimen Rat und war damit als Mitglied der Regierung auch preußischer Staatsminister.